# アメリカン・コミックスにおけるクリエイターの権利
本項ではアメリカン・コミックスにおけるクリエイターの権利（アメリカン・コミックスにおけるクリエイターのけんり、Creator ownership in comics）、特に著作権の帰属に関する慣習の移り変わりについて述べる。
アメリカにおいて、実作者が著作物に関するすべての権利を保有することはクリエイター・オウナーシップ (creator-ownership) といわれる。自己出版か商業出版かは問わない。小説などの出版分野では古くからクリエイター・オウナーシップが標準である一方、コミック出版では出版社が権利を所有するのが一般的であった。アメリカン・コミックスの主流を占めるスーパーヒーロー作品はこの伝統と深く結びついており、出版社が著作権者としてキャラクターや設定を管理するシェアード・ワールドが舞台となる。「クリエイター・オウンド作品 (creator-owned work)」という言葉は単に権利の所在を言うだけでなく、このような状況へのカウンターとしての文化的な意味を持っている。
法律的には、米国のコミック作品は職務著作物 (work made for hire) として制作されるのが慣行だった。職務著作とは、職務としてもしくは委託によって作成された著作物について、雇用者もしくは発注者があらゆる著作権を原始的に取得する制度である。この場合コミック出版社が著作権者となるため、クリエイターは自作の出版やライセンス事業に関して決定権を持たず、自分が生み出したキャラクターであっても自由に使うことはできない。単に著作権を譲渡したならば後に取り消す機会もあるが、職務著作ではそれもできない。これに対し、日本の著作権法は職務著作の範囲を米国より狭く設定しており、委託を受けて作成した著作物でも雇用契約が存在しない限り職務著作物とみなされない。したがって日本の漫画家は基本的に自作の著作権を保持したまま、出版社に対し出版権の設定や、二次利用管理委託などを行っていくことになる。
アメリカのコミッククリエイターと出版社の間では、著作権の帰属をめぐって長きにわたる争いが続けられてきた。1960年代にアンダーグラウンド・コミックが隆盛して以降は、作者の自己表現としてのクリエイター・オウンド作品が登場し始め、それらを専門に刊行する新興出版社も現れた。1992年にはメジャー出版社で活躍していたトップ作画家の集団がクリエイター・オウナーシップを求めてイメージ・コミックスを設立し、業界に大きな波紋を投げかけた。現在でも二大メジャー出版社マーベルとDCは自社が権利を所有する作品群を主力としているが、さまざまな出版社やインプリント（出版レーベル）から多様なクリエイター・オウンド作品が刊行されるようになっている。

## 初期

### コミック・ストリップの黎明期
クリエイター・オウナーシップを巡る争いの歴史は、アメリカン・コミックスのパイオニアの一人であるリチャード・F・アウトコールトにまで遡る。アウトコールトは1906年にコミック・ストリップ（新聞漫画）作品『バスター・ブラウン』を『ニューヨーク・ヘラルド』紙から『ニューヨーク・アメリカン』紙へ移籍させた。アウトコールトは同作の著作権登録を行っていなかったが、「コモンローに基づく権利 (common-law title)」を主張した。コミック史家ドン・マークスタインによれば、これはクリエイターが作品の権利を要求した最初の例の一つである。裁判官は「バスター・ブラウン」の名称および既刊の作品はヘラルド紙が所有する一方、登場人物は無体物であって著作権や商標の対象にならないという判決を下した。これによりアウトコールトは、「バスター・ブラウン」の名を使わない限りアメリカン紙上で連載を継続することができた。
1909年に制定された著作権法は、職務著作物の権利は当事者間の合意がない限り雇用者に帰属すると定めた。『クレイジー・カット』のジョージ・ヘリマンや『ポパイ』のE・C・シーガーなど、初期のコミック・ストリップ作家の多くは自作の著作権を持っていなかった。

### ゴールデンエイジのヒーローたち
1934年、ジェリー・シーゲルとジョー・シュスターは最初のスーパーヒーローとされるスーパーマンのコミックを制作し、シンジケート（配信会社）を通じて新聞社に売ろうとしたが、結果ははかばかしくなかった。唯一現れた買い手はコミックブック出版社ナショナル（現DCコミックス）だった。13ページの作品 “Superman, Champion of the Oppressed” は1938年に『アクション・コミックス』第1号に掲載された。その際、作者らがページあたり10ドルの原稿料ですべての権利を譲り渡したことは後年までの語り草になっている。
関係者らの予想に反して、スーパーマンはコミック界を牽引する大ヒット作となり、ヒーローコミックの一大ブーム（ゴールデンエイジ）を生み出した。DC社の他誌でもスーパーマンが使われ始めたのに加え、シーゲルとシュスターによるコミック・ストリップ版も全米160紙に配信された。コミックブック『スーパーマン』から得られる利益は1941年時点で年間95万ドル（2019年現在の価値は約1700万ドル）に上り、発行者ドーネンフェルドは同誌関連だけで年間50万ドルの報酬を得たと伝えられている。しかし、DCに雇用されて作品を描いていたシーゲルとシュスターは推定15万ドルの収入しか得られず、これに不満を抱いた。DCが1944年に作者らの許可を得ることなくスーパーボーイという派生キャラクターを登場させたことも争いの種となった。シーゲルとシュスターは著作権の奪還を求めて1947年に訴訟を起こした。しかし裁定は二人にとって不利なものであり、10万ドルの和解金と引き換えにすべての権利を手放すことを余儀なくされた。
1909年法は著作権の保護期間を28年間と定めるとともに、更新手続きによりさらに28年間の延長を認めていた。これにはクリエイターの権利を保護する意図があった。実作者が権利を手放した後に大きな価値を生むようになった作品に関して、出版社と再交渉する機会を与えていたのである。1973年、シーゲルとシュスターはDCが行ったスーパーマンの著作権更新を無効化しようと試みた。この時も二人の訴えは法的に認められず、1947年の権利放棄が改めて確認された。しかし、二人の窮状は一般マスコミやコミック界の同情を集めた。コミッククリエイターの権利向上を目指して活動していた人気作画家ニール・アダムスや、新聞漫画家の協会で会長を務めたこともあるジェリー・ロビンソン（ジョーカーの作者）のような支援者も現れ、DC社に強硬に圧力をかけた。映画『スーパーマン』の公開を控えていたワーナー（DCの親会社）は、『ニューヨーク・タイムズ』紙の追及に応えて「道義的責任」を認めた。結果的に、シーゲルとシュスターは1975年に作者としてのクレジットと生涯にわたる年金2万ドルを獲得した。
バットマンの共作者の一人ボブ・ケインは抜け目のない人物だった。シーゲルとシュスターは最初の著作権訴訟の直前、同様の境遇にあったケインに共闘を持ちかけていた。しかしケインは交渉を有利に運ぶため抜け駆けしてDC社と接触し、公式の作者としての地位を認めさせた。もう一人の共作者ビル・フィンガーの存在は葬り去られた。コミック作家がアシスタントを使うことは当時も珍しくなかったが、ケインはゴーストライターに全面的に制作を任せることがあった。ケインはまた二次利用に関する権利も一部獲得し、1966年のドラマ化（『怪鳥人間バットマン』）の際には相応のロイヤルティを得た。
ジャック・カービーとともにキャプテン・アメリカを創作したジョー・サイモンはビジネス交渉に長けていた。サイモンはマーベル・コミックスの前身タイムリーの発行人マーティン・グッドマンに同作を売り込み、コミックブックの収益から15%（25%とも）の印税を支払うという異例の好条件を取り付けた。1941年に発刊された『キャプテン・アメリカ』誌は100万部を超す大ヒットとなった。しかしグッドマンが収益を低く見せかけて印税を値切ったため、サイモンらは同誌を残して他社に移った。1960年代にカービーがマーベル・コミックスに復帰してトップ作画家となるころには、印税の支払いは忘れられていた。1966年、サイモンはマーベル社がキャプテン・アメリカの著作権更新を行うのを阻止しようと試みたが、示談により権利を放棄する結果となった。

## 1960年代～70年代前半

### アンダーグラウンド・コミックス運動
1960年代に起こったアンダーグラウンド・コミックス運動の中で、作者の自己表現としてのクリエイター・オウンド作品が現れ始めた。この動きを代表するものとして、アンダーグラウンド系出版社リップオフ・プレスや、「全米カートゥーン労働者組合」(United Cartoon Workers of America, UCWA) と「カートゥーン作家協同組合出版」（Cartoonists Co-Op Press、クープ・プレス）の設立がある。
ギルバート・シェルトン、ジャック・ジャクソンほか四名によって1969年に設立されたリップオフ・プレスはカートゥーン作家の協同組合に近いもので、当時ベイエリアで勢いがあったアンダーグラウンド系出版社（プリント・ミント、エイペックス・ノヴェルティーズ、カンパニー&サンズなど）に代わる作品発表の場とされた。
UCWAは非公式の労働組合で、カートゥーン作家のロバート・クラム、ジャスティン・グリーン、ビル・グリフィス、ナンシー・グリフィス、アート・スピーゲルマン、スペイン・ロドリゲス、ロジャー・ブランド、ミシェル・ブランド らによって1970年に設立された。UCWAの成員は、クラムのようなスター作家であるか初めて作品を出す新人であるかによらず、すべてのカートゥーン作家が一律の原稿料を要求すると取り決めていた。また、作家に対して不正を働いた出版社とは仕事をしないという合意もあった。デニス・キッチンのキッチンシンク・プレスはUCWAの「第2号支部・ミルウォーキー」となった。この時期に刊行されたアンダーグラウンド・コミックスの多くが表紙にUSWAのブランドを入れていた。
クープ・プレスは1973年から1974年にかけて活動していた自費出版ベンチャーで、グリフィス、スピーゲルマン、キム・ダイチ、ジェリー・レーン、ジェイ・リンチ、ウィリー・マーフィー、ダイアン・ヌーミンらが参加していた。リップオフ・プレスと同じく、会計不正が横行していると考えられていた既存のアンダーグラウンド出版社に代わるものであった。

### その他の出版社
ウォーレン・パブリッシング
ジェームズ・ウォーレンが1957年に設立したウォーレン・パブリッシングは、1970年代に当時としては珍しくオリジナル原稿の返却を行っていた。ただし著作権はウォーレン・パブリッシングが全面的に保有した。作画家バーニー・ライトソンはジェームズ・ウォーレンの言葉を以下のように伝えている。
| 「 | … 原画を私のものにするつもりはないが、その権利はもらう。あらゆる権利を、だ。想像できる限り全ての出版権だ。君が原画をどうしようが構わない。戸棚にしまっておいても、壁に掛けても、人に譲っても、売ってもいいだろう。しかし、君が原画を人に売ったとして、その人が別の人に売り、その人がまた別の人に売り、その人がまた別の人に売り、これがずっと繰り返されて、17番目に買った人が私の許可なくそれを出版したとすれば、君が責任を取るんだ。 | 」 |

アトラス／シーボード
メジャー出版社マーベルの社長だったマーティン・グッドマンは1972年に同社発行人の立場を追われ、新会社アトラス・コミックス を設立した。グッドマンはクリエイターを引き抜くため、業界屈指の高額な原稿料や、原稿を作画家に返却したりオリジナルキャラクターの著作権を作者に与えるなど、当時としては破格の好条件を用意した。アトラスは実際に、ニール・アダムスやスティーヴ・ディッコ、ラス・ヒース、ジョン・セヴェリン、アレックス・トス、ウォーリー・ウッドら当時のトップクリエイターや、頭角を現し始めていたハワード・チェイキン、リッチ・バックラーらを集めることに成功したが、編集方針の失敗により1年ほどで活動を停止した。

## 1976年著作権法
1978年1月、米国における現行法である1976年著作権法が施行された。この法改正はコミック出版社とクリエイターの力関係に大きな影響を与えた。改正前の1909年法の下では、クリエイターが出版社から委託を受けて作成した作品の著作権は委託者側に帰属するのが一般的であったが、新法はクリエイターを保護するため、特に合意がない限り受託者が著作権を保持すると定めた。コミック出版社は法改正を受けて、クリエイターたちとの契約時に職務著作だということを明文化して権利を放棄させるようになった。既存のキャラクターや作品についても、職務著作であることが明確化できない場合は係争が生じる可能性があった。有名無実化していた著作権の更新制度に代わって、著作権の移譲から一定期間が経過すると本来の著作者が一方的にそれを無効にできる権利（終了権）が定められたのである。ただし職務著作物はその対象外とされていた。実際、スーパーマンの作者ジェリー・シーゲルの相続人は2008年に終了権を行使してキャラクターの著作権を取り戻すことに成功した。これにより、刊行物が職務著作であるかどうかがいっそう焦点化することとなった。
マーベル社がクリエイターに権利を放棄させる取引材料の一つとしたのはオリジナル原稿だった。それまで多くのコミック出版社は、法的な根拠はあいまいながら原稿を自社の所有物とみなしていた（ただしその管理は粗雑で、原稿がコレクター市場に流出するのは日常茶飯事だった）。マーベル社はクリエイターに対し、過去の原稿を返却する代わりにそれらが職務著作であったと認めさせようとした。1960年代にマーベル社を象徴する主要キャラクターの多くを作り出した作画家ジャック・カービーは、わずか88枚のオリジナル原稿と引き換えに、将来にわたる全ての印税を放棄するよう迫られた。他の作画家と比べても不当な条件に憤ったカービーは、1978年にマーベルとの契約を更新せずDCに移った。カービーは1985年にマスコミに窮状を訴えた。ベストセラー作者のアラン・ムーアやフランク・ミラーをはじめ多くのトップクリエイターがカービーへの支持を表明し、ニール・アダムスも自身がマーベルで描いた原画の返却を求めた。争議は1987年にカービーらの勝利に終わり、マーベルはカービーが描いた1900枚をはじめとして原稿の返却を行った。DC社も同時期に原稿の返却を始めたが、マーベル社と異なり職務著作誓約と関係づけることはしなかった。これ以降、作画家がファンに原稿を売却して副収入を得ることが一般的になった。

### ニール・アダムスとコミックス・クリエイターズ・ギルド
1970年代に政治的に活発であった人気作画家ニール・アダムスは、メジャー出版社と権利問題で交渉するため「コミックス・クリエイターズ・ギルド（組合）」を結成しようと試みた。ギルド発足のため1978年5月に開かれた会合には、ケアリー・ベイツ、ハワード・チェイキン、クリス・クレアモント、スティーヴ・ディッコ、マイケル・ゴールデン、アーチー・グッドウィン、ポール・レヴィッツ、ボブ・マクラウド、フランク・ミラー、カール・ポッツ、マーシャル・ロジャーズ、ジム・シューター、ウォルト・サイモンソン、ジム・スターリン、レン・ウェイン、マーヴ・ウルフマン ら50名ほどが出席した。会合ではギルド成員が出版社と取り交わすための契約書が作成され、以下のような条件が取り入れられた:27。
1. クリエイターが受け取る報酬は、北米における一次利用を許諾する対価であること。二次的な出版には別途報酬が支払われること。
2. スクリプトと原画は作者の所有物であり、刊行後に返却されること。
3. 作品の商品化にはクリエイターの許可を要すること。

しかしアダムスはクリエイターたちを結束させることができず、ギルドは実効的な影響力を持つことがないまま1年で活動を休止した。実体のある著作物（原画やスクリプト）を作成するペンシラーやライターと、出版社に雇用されるインカー、レタラー、カラーリストなどが職務著作の問題で共闘しづらかったことも障害となった。
ギルドの契約書では、大手出版社のライセンシング事業が好調であったことを受けてそれまでより大幅に高い報酬額が推奨された。
- アートワーク ― ページ当たり300ドル
- スクリプト ― 同100ドル
- レタリング ― 同40ドル
- カラーリング ― 同70ドル

国外における出版権の対価は上記の25%、再版に関する対価は50%とされていた:23（1978年当時のドルの購買力は2019年現在の4倍）。
この報酬水準は非現実的なもので、後年まで実際に達成できたのはごく例外的なクリエイターにとどまった。クリス・クレアモントは1987年にアーティストの原稿料はページあたり25-60ドルにすぎないと証言している。コミックの再版に関するロイヤルティは1980年代になってから各社で導入され始めた。

## 1970年代後半～80年代

### マーベルとDCの動向
1978年、『ハワード・ザ・ダック』のライターであったスティーヴ・ガーバーとマーベルの間で著作権を巡る争いが起きた。カウンターカルチャーの空気を漂わせる独特な言動で人気を集めていたハワード・ザ・ダックは、ガーバーが1973年に請け負ったストーリーで脇役として初めて登場した。ガーバーはそのような付随的なキャラクターは職務著作契約の範囲外だと主張した。これはシーゲルとシュスター以来初めてクリエイターが出版社から自作キャラクターの権利を取り戻そうとした事件であり、業界の大きな注目を浴びた。ガーバーは1981年に著作権侵害の訴えを起こしたが、権利を取り戻せないまま1983年に示談が成立した。
1980年代の半ばから終わりにかけて、主流のスーパーヒーロージャンルも含めて、著作権の帰属がコミック界の一大関心事となった。クリエイターとDC やファースト などの出版社との間で衝突が相次ぎ、業界全体を巻き込む論争となった。このころ、クリエイターと職務著作でしか契約を結んでいないコミック出版社はマーベルとDCのみだった。フランク・ミラーによると、当時マーベル社と契約するフリーランサーは、同社で刊行される作品は過去・現在・未来にわたって職務著作だという誓約書に署名しなければならなかった。DC社はそれよりも規定が緩く、職務著作であるか否かは号ごとに決められた。1988年の秋にDCは契約方針を改定し、個人クリエイターの権利を拡大すると発表した。

#### 新インプリントの設立
この時期、メジャー二社は主流ラインと別に実験的な作品を刊行するインプリントを設立し始めた。マーベルは1980年に創刊した成人向けアンソロジー誌 Epic Illustrated においてライターや作画家に著作権と印税を認めた。1982年には Epic Illustrated の成功を受けてエピック・コミックスという新インプリントが設立され、クリエイター・オウンド作品を専門に後年まで出版活動を行った。
DCは1987年にオルタナティヴ系のインプリント、ピラニア・プレスの設立を発表した。ピラニアはクリエイター・オウナーシップを標榜していた。1989年からオリジナルの月刊シリーズやグラフィックノベルが刊行され始め、そのうちの一作 Why I Hate Saturn はアイズナー賞を受賞した。ピラニアは1993年にパラドックス・プレスと改名してしばらく活動を続けたが、ファンから広い認知を得られることはついになかった。

#### 『ウォッチメン』とアラン・ムーア
DC社本体から刊行された1986年の大作『ウォッチメン』は、コミックが絶版になった後に著作権が作者アラン・ムーアとデイヴ・ギボンズに返還される契約になっていた。しかし皮肉なことに、同作は読者の圧倒的な支持のもとで版を重ね続けたため、作者らの手に権利が渡ることはなかった。ムーアはこれを裏切りと捉え、DC社と絶縁した。後にムーアは、DC社が権利を所有する自分の作品や、映画『ウォッチメン』（2009年）から作者クレジットを外すよう望んだ。
ムーアに少し遅れて登場した原作者ニール・ゲイマンは、DC社から『サンドマン』（1989-1996年）の著作権を与えられた。これについては「ムーアを失った失敗を繰り返さないように」そうしたのだという見方がある。

### 自己出版と独立系出版社
1973年に始まったダイレクト・マーケット取次は、それまでのニューススタンドに代わってコミック専門店を流通の中心に押し上げ、少部数の実験的な作品が受け入れられる素地を作った。1970年代の後半になると、作者が自ら出版社を起こして自作を刊行する例が現れ始めた。デイヴ・シムの『セレバス』、ピニ夫妻の『エルフクエスト』がその代表である。ケヴィン・イーストマンとピーター・レアドが1984年に自己出版した『ティーンエイジ・ミュータント・ニンジャ・タートルズ』は大ヒット作となった。
ほかにも作家の著作権保有を認める新興出版社やインプリントは増えていった。パシフィックが1981年に発刊したジャック・カービー作品 Captain Victory and the Galactic Rangers を嚆矢として、コミコ、エクリプス、ファースト、ダークホースなどの独立系出版社がスーパーヒーロージャンルのクリエイター・オウンド作品を刊行した。それらの出版社の多くは短命に終わったが、ダークホース社は1986年の創立から現在までクリエイター・オウンド作品の刊行を続けており、マーケットシェアでも大手に次ぐ地位を占めている。1975年に創立されたオルタナティヴ系のファンタグラフィックスや、ピニやシムの自己出版を源流とする独立系のアップルやレネゲイドなどもクリエイター・オウンド作品を専門に刊行を行った。
著作者がシリーズの権利を所有するようになったことで、複数の出版社から刊行される作品も生まれた。例として『兎用心棒』は30年以上にわたる歴史の中で四社からコミックブックシリーズが刊行されている（ファンタグラフィックス、ミラージュ、ダークホース、IDW）。

### クリエイターズ・ビル・オブ・ライツ
1988年11月、デイヴ・シムを中心とする独立系の作画家と原作者の集団によりクリエイターズ・ビル・オブ・ライツ（「クリエイターの権利宣言」を意味する。以下「宣言」）が起草された。クリエイターの権利を守り、職務著作の慣習による搾取に対抗するための文書であった。「宣言」で取り上げられた問題には、キャラクターとストーリーに対する作者クレジットの適正化、クリエイターへの利益配分、取次、契約の公平性の確保、利用許諾権、原画の帰属がある。シムの呼びかけを経て、マサチューセッツ州ノーサンプトンで開かれた「ノーサンプトン・サミット」において文言が確定し、列席者全員によって署名された。中心的な起草者はスコット・マクラウドであった。制定にあたった作画家や原作者にはほかに、スティーヴ・ビセット、ラリー・マーダー、リック・ヴィーチ、ピーター・レアド、ケヴィン・イーストマンらがいる。しかし後世には、起草者を含む著名なコミック関係者の多くが、「宣言」がそれ自体コミック界に大きな影響を与えることはなかったと評価している。
1990年、「宣言」に署名した一人であるケヴィン・イーストマンは、クリエイター本位の出版社であるツンドラを創業し、発行者の立場から理想を実現しようとした。イーストマンは発起人の一人として「宣言」を実践していく義務があると感じており、コミッククリエイターが著作権を保持したまま作品を出版できるように、クリエイターのための対話の場を提供した。しかしツンドラは1993年に倒産した。

### 英国コミックとアラン・ムーア
原作者アラン・ムーアは英国コミック界でクリエイターの権利が欠如していることに憂慮を深めていた。1985年にムーアは英国の出版社と関係を断つと表明し、『2000AD』の版元IPCをその例外として次のように述べた。「IPCはこれまで私に嘘をついたり、ごまかしたり、クソみたいに扱ったりしなかった。それだけの理由だ」 その後ムーアは、ほかのクリエイターとともにあらゆる権利を放棄させる業界習慣を非難し、1986年には『2000AD』への寄稿も取りやめた。直言家で硬骨なムーアはクリエイターの権利と作品の帰属に関する主張を押し通したため、その後のキャリアを通じて多数の出版社と絶縁することになった。
1988年時点で、米国のコミック出版社は海外での出版やキャラクターの商品化に対する割当金を作家に与えるのが一般化していたが、英国では出版社がすべての権利を握り、クレジット表記さえされないことがあった。

## 1990年代～2000年代

### イメージ・コミックスの登場
1992年、トップクラスの人気を持っていた数名の作画家がマーベル社を脱退してイメージ・コミックス社を発足させた。当時、マーベルがコミック作品の商品化で大きな利益を得ていた一方で、クリエイターたちはわずかな金銭的報酬しか与えられないことに不満を抱えていた。『X-メン』のジム・リー、『X-フォース』のロブ・ライフェルド、『スパイダーマン』のトッド・マクファーレンら創立者たちのスター性と、彼らがマーベルで作り出した人気キャラクターの権利を与えられていなかったという驚きが後押しになり、イメージはファンから熱狂的に受け入れられた。
イメージは創立者たちが個別に構えたスタジオを統合する存在であり、定款では著作権に関して以下のように述べられていた。
1. 作品はイメージ社ではなく作者が所有する。
2. 共同創立者は互いの作品に干渉しない。イメージ社は社名とロゴ以外の知的財産を所有しない。

イメージの傘の下でそれぞれのスタジオから発刊された『ワイルドキャッツ』、『ウィッチブレイド』、そしてマクファーレンの『スポーン』は、歴史の長いコミックシリーズと互角の競合を繰り広げた。『スポーン』第10号 では大出版社のヒーローに似せたキャラクターが牢獄から解放を求めている風刺的なシーンが描かれ、クリエイターの権利拡大の旗手としてのイメージを強調していた。
イメージの成功により、人気クリエイターがライセンシング権と編集上の自由を求めて自身のシリーズを立ち上げる動きが現れた。『アンキャニィX-メン』のライターとして人気を築いたクリス・クレアモントはDC社で Sovereign Seven を出した。同じく『アンキャニィX-メン』で名を挙げた作画家ジョー・マデュレイラはワイルドストーム社で Battle Chasers を描いた。カート・ビュシーク、アレックス・ロス、ブレント・アンダーソンらはイメージから『アストロシティ』を出した。とはいえ、このような行動に出たクリエイターは全体から見ればわずかなものであった。
巨大企業と戦う理想主義のアーティスト集団というイメージ社への幻想は長く続かなかった。刊行物の遅延などへの批判が高まり、イメージ創立者たち自身が配下のクリエイターを不当に扱っていたことも明らかになった。90年代半ばにはコミック界全体でバブル崩壊が起き、イメージ社の事業も大幅に縮小した。

#### 『スポーン』キャラクターを巡る訴訟
創刊とともに170万部を売る人気作となった『スポーン』だったが、作画と比してストーリー面での評価は高くなかった。作者マクファーレンはテコ入れとして人気原作者ニール・ゲイマンに10万ドルの高額な原作料を支払って第9号のゲストに迎えた。主人公の宿敵となるアンジェラなど、同号で作り出されたキャラクターはストーリーで重要な役割を占め、その後も派生シリーズや再刊本に登場し商品化や映像化もされた。しかし二人はそれらのキャラクターの著作権の所在を巡って衝突するようになった。コミックス・アライアンスはイメージ社でこの種の事件が起きたことを「皮肉」と評した。
2002年から2012年まで続いた係争の中で、マクファーレンはゲイマンとの契約が職務著作だったということを証明できなかった。そこでマクファーレンは、問題のキャラクターが著作権保護の対象外だという論法に訴えた。コミックキャラクターは作画家がデザインを行うまで表現物とならず、原作者ゲイマンの寄与はアイディア（著作権保護の対象外）の提供にとどまるという主張であった。判事はこれに反駁して、コミックのような集合著作物において原作者が共同著作者の一人となることを当然視した。さらに、問題のキャラクターが創作性のないストックキャラクターだという主張も反駁された。判決ではゲイマンが全面的に勝利し、関連する著作権の50％を獲得した。ゲイマンの設定を発展させてマクファーレンが作り出した派生キャラクターについても、二次的著作物としてのロイヤルティが発生しうるとされた。ゲイマンはこの判例によってコミックの著作権に関する法解釈が発展したと述べている。

### ヴァーティゴ（DCコミックス）
DCがクリエイター・オウンド作品の定期刊行を始めて軌道に乗せたのは、1993年に設立されたヴァーティゴインプリントであった（設立と同時に発刊されたピーター・ミリガンとダンカン・フェグレードの Enigma がその皮切りとなった）。それまでマーベルやDCが試みてきたクリエイター・オウンド専門インプリントと比べて、ヴァーティゴは質の高い野心的な作品が集まるブランドというイメージを確立させることに成功した。その生みの親である編集者カレン・バーガーは立ち上げ当初からクリエイター・オウンド作品の刊行を重視しており、「新しい才能を引き入れるとともに、コミック界の最高のクリエイターを起用する」という意志表明を行って、すでに名のある作家や新人作家の作品をいくつも世に出した。ヴァーティゴの Enigma やDC本体から出た Fallen Angel は作品的にほかのタイトルから独立しているが、Sovereign Seven や Xero のようにDCユニバースを舞台としたクリエイター・オウンド作品も刊行されている。

### その他の出版社
ダークホース社は1990年代にレジェンドやダークホース・マーベリックなどクリエイター・オウンド作品を専門とするインプリントを設立し、フランク・ミラー（『シン・シティ』）やジョン・バーン、アーサー・アダムズ（『モンキーマン・アンド・オブライエン』）、マイク・オールレッド（『マッドマン』）のようなスター作家に作品発表の場を与えた。
日本マンガの翻訳出版を手掛けるTOKYOPOP社は、2008年の事業縮小まで日本スタイルのオリジナルコミック作品（OELマンガ）を盛んに刊行していた。しかし同社は、クリエイターとの間に職務著作契約もしくは著作権を共同所有する契約を結んでいることで悪名高かった。

## 2010年代～現在
マーベルとDCはそれぞれディズニーとワーナーというメディア複合企業の子会社として知的財産の管理をいっそう重視するようになっており、主流作品をクリエイター・オウナーシップに移行する動きは見られない。DCのヴァーティゴは現在まで存続しているが、設立時の勢いは失われた。その要因として、2010年ごろDC社がワーナーの主導の下で事業再編を行い、映像メディアやビデオゲームとの連携に力を入れるようになったことが挙げられている。マーベルは2004年にクリエイター・オウンド作品のためのインプリントアイコン・コミックスを設立したが、2017年に活動を休止したと見られる。
イメージ社は2008年にエリック・スティーヴンソンが発行人に就任してから再び隆盛し、マーベルとDCに続く業界3番手としての地位を確かなものにした。当初創刊されたスーパーヒーロー系タイトルの多くは姿を消したが、『ウォーキング・デッド』、『サーガ』など多様なジャンルのクリエイター・オウンド作品が高い評価を受けている。その背景として、2000年代以降にはコミック専門店ではなく一般書店で売られるグラフィックノベル（単行本）が一般化してコミックの読者層が拡大し、多様な作品が受け入れられるようになってきたことがある。2010年代には、アメリカン・コミックス界の権威あるアイズナー賞でも、イメージやファンタグラフィックスなどの出版社による非スーパーヒーロー・ジャンルのクリエイター・オウンド作品が存在感を増している。
クリエイターの活動も多様化しており、マーベルやDCでのスーパーヒーロー作品と、自らの創造性を発揮するクリエイター・オウンド作品を描き分ける例も増えてきている。その中でも、マーク・ミラーは契約クリエイターから自らのフランチャイズを持つに至った成功者だといえる。マーベル社で『シビル・ウォー』などのライターを務めて人気を得たミラーは、2000年代の始めにクリエイター・オウンド作品を書き始めた。トップカウから刊行された『ウォンテッド』（2003年）、アイコンから出した『キック・アス』（2010年） および『キングスマン』（2012年）はいずれも映画化されるヒット作となった。ミラーが起こしたミラーワールド社は2017年にNetflixの子会社となり、同社に映像作品の原作を提供しながらオリジナルコミックの刊行を続けている。

## クリエイター・オウンド作品の是非
実作者にとって、職務著作とクリエイター・オウナーシップにはいずれも利点と欠点があり、何を重視するかは個人によって異なる。メジャー出版社で仕事をするには職務著作契約を結ぶ必要があるが、小出版社と比べて発行部数は多く、原稿料は十分に支払われる。二次的利用のロイヤルティは一部しか得られないものの商品化の機会自体は多い。また、スーパーマンやアベンジャーズのように長い歴史を持つ元型的なキャラクターを使えることは、創作者にとって職務著作の大きな利点だという主張もある。一方でクリエイター・オウナーシップには出版社からジャンルや内容について制約を受けないという大きな利点がある。
人気ライターピーター・デイヴィッドは自身のクリエイター・オウンド作品について、出版社が所有するキャラクターを使った職務著作作品と比べてわずかな売り上げしかなかったとたびたび発言している。作画家マーク・シルヴェストリは反対に、クリエイター・オウンド作品から職務著作作品より多くの収入を得ることも可能だと主張し、次のように述べた。「金銭的な話をするなら…みんな聞きたいよね。発行部数がそのまま収入になるわけじゃなく、自分の取り分がいくらかが問題なんだ」
作品内容の面からも、いずれの方式にも擁護者がいる。企業が所有するキャラクターは常に新しいクリエイターによって再創造され続け、それゆえに個人の発想を超えた文化的アイコンへと成長しうると論じる者もいれば、そのような制作体制は創造性に枷をかけるもので、個人的かつ非凡な表現が生まれにくくなるという意見もある。主に実作者の側から、クリエイター・オウナーシップは作品の質を向上させるインセンティブになるという言説もなされたが、コミック評論誌『コミックス・ジャーナル』は1983年にこれを批判し、利益配分と作品性の問題を切り分けるよう主張した。

## 他産業での同種の事例
- 日亜化学工業 - 職務発明で行った発明の権利をめぐって会社と争いがあった。